# Fomitopsidaceae
Fomitopsidaceae is een botanische naam, voor een familie van schimmels. 
Enkele bekende soorten in deze familie zijn:
- Berkenzwam (Fomitopsis betulina)
- Doolhofzwam (Daedalea quercina)
- Roodgerande houtzwam (Fomitopsis pinicola)
- Teervlekkenzwam (Ischnoderma benzoinum)
- Zwavelzwam (Laetiporus sulphureus).

## Geslachten
Volgens Index Fungorum telt de familie 18 geslachten (peildatum april 2022):
- Amyloporia (4)
- Antrodia (51)
- Anthoporia (1)
- Buglossoporus (11)
- Coriolellus (3)
- Daedalea (35)
- Fomitella (2)
- Fomitopsis (43)
- Gilbertsonia (1)
- Laetiporus (18)
- Lasiochlaena (1)
- Neolentiporus (1)
- Parmastomyces (7)
- Pilatoporus (7)
- Spelaeomyces (1)
- Ungulidaedalea (1)
- Wolfiporia (8)
- Xylostroma (1)